# Sobibór (plaats)
Sobibór is een dorp in de Poolse woiwodschap Lublin. De plaats maakt deel uit van de gemeente Włodawa. Het inwonertal was op 20 maart 2008: 351.

## Geschiedenis
In de Tweede Wereldoorlog waren rondom het dorp meerdere kleinere nazi-werkkampen waaronder in Sobibór zelf. Die kampen werden gesticht voor slaven die de waterloop van de beken moesten reguleren. Tijdens Aktion Reinhard werd bij het station even ten westen van het dorp, vernietigingskamp Sobibór gebouwd. Veel van de dwangarbeiders uit de werkkampen zijn later naar het vernietigingskamp Sobibór overgebracht en daar vermoord.